# Hart Island
Hart Island (Hart's Island) er en ø i den vestlige ende af Long Island Sound i det nordøstlige Bronx, New York City.  Den er en del af øgruppen Pelham Islands øst for City Island, ca. 1,6 km lang og 0,53 km bred.

## Historie
Siwanoy-indianerne solgte øen til Thomas Pell i 1654.
1775 brugte britiske kartografer navnet Heart Island, men to år senere brugtes betegnelsen Hart Island. 'Hart' kan være forvrængning af 'Heart', men kunne også forklares med mulige planer om at anlægge en vildtpark ('hart' for hjort på engelsk). 1774 blev øen købt af Oliver Delancey. Han mente den havde form som et par briller og kaldte den Spectacle Island, men navnet Hart Island har hængt ved.
Under den amerikanske borgerkrig 1861-65 blev øen taget i brug som rekrutskole, og der blev bygget forlægning for fremtidige krigsfanger. 2-3000 rekrutter fik træning på øen samtidig, i alt omkring 50.000. Under borgerkrigen var øen også midlertidig gravplads for den føderale regering.

## Fællesgrave – fattiggravsted
Arkitekten Charles C. Haight solgte øen til byen New York i 1869. Der blev da anlagt fattiggravsted i den nordlige ende af øen. Samme år blev den første person gravlagt på øen. Siden da er omkring en million døde gravlagt på Hart Island.
Da gul feber spredte sig i New York i 1870, blev  den sydlige del af øen brugt til at isolere smittede personer. Hart Island har i årenes løb været brugt til forskellige andre formål og har blandt andet huset skolehjem, fattighus og psykiatrisk hospital. 1895 blev der indrettet et fængsel på øen.
Under anden verdenskrig blev øen brugt til personel fra marinen. Fangerne blev da flyttet til Rikers Island. Tyske krigsfanger blev også placeret på øen under anden verdenskrig. Efter krigen og frem til 1961 fandtes der et luftværnsanlæg med Nike-missiler på Hart Island.
Øen er stadig fattiggravsted for byen New York ('public cemetery'). Siden 1980 er 68.955 døde gravlagt i massegrave på Hart Island. Det drejer sig om uidentificerede personer, dødfødte og afdøde som ingen pårørende gør krav på og som gravlægges i massegrave på øen ('potter's field'). Fængselsindsatte benyttes ved gravlægningen. Voksne lægges i grave med 150, småbørn i grave med 1000.
I forbindelse med coronaviruspandemien i 2019-2020 har byen New York været nødt til at ansætte ekstra personale til de mange begravelser på 'Potter's Field'. Fra normalt ca. 25 om ugen til ca. samme antal om dagen, fem dage om ugen.
Hart Island var længe underlagt fængselsvæsenet, New York City Department of Correction, men 2019 bestemte New York City Council at øen skulle overføres til New York City Department of Parks and Recreation, som overtager forvaltningen fra 1. juli 2021.

## Galleri
| - Geografi - Kort fra 1966 der viser øens placering øst for City Island - Søkort fra 1884 - Pelham Bay Park i Bronx med Hart Island øst for City Island |

| - Fællesgrave – Potter's Field – Rekonvalescenthospital - Fællesgrav (Potter's Field) på Hart Island, ca. 1890 · Foto af Jacob A. Riis - Dronevideo: COVID-19-begravelser på Hart Island. Vincent Mingalone fortæller om begravelser fra 2. april 2020 - Rekonvalescenthospital på Hart Island, 1877 |